# دختر خیلی عجیب
«دختر خیلی عجیب» (به انگلیسی: Super Freaky Girl) ترانه‌ای از رپر نیکی میناژ می‌باشد که در پنجمین آلبوم استودیویی وی تحت عنوان جمعهٔ صورتی ۲ (۲۰۲۳) قرار دارد. این ترانه در ۱۲ اوت سال ۲۰۲۲ از سوی ریپابلیک رکوردز به‌عنوان تک‌آهنگ اصلی آلبوم منتشر گردید. در این اثر آپ‌بیت از ترانهٔ «فوق عجیب» ریک جیمز که در سال ۱۹۸۱ منتشر شد، نمونه گرفته شده‌است. میناژ در این ترانه به رپ درمورد خواسته‌ها و تخیلات جنسی دختری می‌پردازد و در کنار آن، موفقیت‌های شغلی خود را نیز به رخ می‌کشد. این قطعه با تک‌آهنگ میناژ «آناکوندا» که در سال ۲۰۱۴ منتشر شد، مقایسه شده است، چرا که هر دو از نمونه‌هایی از موسیقی قدیمی بهره می‌برند و دارای اشعار جنسی هستند.